# Meripilus applanatus
Espèce
Meripilus applanatus est une espèce de champignons de la famille des Meripilaceae.

## Description
Le basidiome est stipité latéralement et est flabelliforme (en éventail) et aplanés d'où son nom. La surface du chapeau est presque glabre à mate et irrégulièrement ridée avec un bord fin, aiguë et facilement cassable. Sa couleur est presque noire. Les 14 à 16 pores par millimètre ont une surface noirâtre, et sont anguleux. Les dissépiments sont fins et entiers. Les tubes sont presque noirs et fragiles.
C'est un champignon à hyphes monomitiques, c'est-à-dire constitué uniquement d'hyphes génératives, à parois minces et sans connexions mais partiellement agglutinées. Leur taille est de 2,5 à 5 µm de large (exceptionnellement jusqu'à 8 µm). Le contexte des hyphes est à paroi fine à épaisse, de 3 à 25 µm de large.
Les basidiospores sont presque globuleuses, hyalines, et  à parois minces. Elles se présentent sous une taille de 3,5 à 4,5 µm de long pour 3 à 4 µm de large.
Cette espèce se distingue de Meripilus giganteus (connu sous le nom de Polypore géant) par ses spores plus petites et globuleuses, ainsi que par ses pores peu à pas visibles à l’œil nu et typiquement des basidiomes plus petits et plus fins. Elle se distingue aussi de Meripilus sumstinei et Meripilus lentifrodonsa par ses spores plus petites et globuleuses.
Meripilus applanatus a été décrit en même temps que l'espèce Meripilus maculatus et Meripilus villosulus.

## Taxonomie
Le nom correct complet (avec auteur) de ce taxon est Meripilus applanatus (E.J.H. Corner, 1984),. L'holotype a été décrit à partir d'un spécimen prélevé le 5 septembre 1965 sur l'île Kolombangara de l'archipel des Salomon à une altitude de 600 à 700 m.